# 出雲市民リハビリテーション病院
出雲市民リハビリテーション病院（いずもしみんりはびりてーしょんびょういん）は、出雲医療生活協同組合が島根県出雲市知井宮町に設置する病院。全日本民主医療機関連合会（民医連）加盟病院。

## 診療科
- 内科[2]
- 小児科[2]
- リハビリテーション科（リハビリテーション科は完全予約制）[2]

## 医療機関の指定・認定
（下表の出典）
| 保険医療機関                                   | 労災保険指定医療機関                   | 指定自立支援医療機関（精神通院医療） |
| 身体障害者福祉法指定医の配置されている医療機関 | 生活保護法指定医療機関                 | 結核指定医療機関                     |
| 特定疾患治療研究事業委託医療機関               | 原子爆弾被害者一般疾病医療取扱医療機関 |                                      |

- このほか、各種法令による指定・認定病院であるとともに、各学会の認定施設でもある。

## 特徴
- 病院の理念により、差額ベッド代（差額室料）は徴収していない[3]。

## 交通アクセス
- JR山陰本線「出雲駅」より徒歩20分（タクシー5分）[4]

## 関連施設
- 出雲市民病院